# ژوائو پدرو
ژائو پدرو (به پرتغالی: João Pedro Geraldino) بازیکن فوتبال اهل برزیل است که برای باشگاه فنرباغچه بازی میکند
.